# Parti national social chrétien
Ne doit pas être confondu avec Parti nationaliste chrétien.

Drapeau du Parti national social chrétien.

Le Parti national social chrétien (PNSC) était un parti politique canadien fondé par Joseph Ménard et Adrien Arcand en février 1934. Il s'agissait d'un parti inspiré par le fascisme italien et le national-socialisme allemand et ouvertement antisémite. Dans les régions anglophones du Canada, il était appelé Canadian National Socialist Unity Party ou National Unity Party.

## Organisation
Au sommet du parti se trouvait le chef, secondé par un secrétaire-général. Venaient ensuite les membres du grand conseil et ceux du conseil corporatif, composé de personnes censées représenter les divers métiers, professions, industries et commerces. Finalement venaient les divers comités, dont celui de la propagande. Géographiquement, le parti était divisé en municipalités, zones, quartiers et sections (celles-ci étant les divisions les plus petites). 
Le parti avait aussi des groupes spécialisés dont les Légionnaires (sorte de groupe de choc), la Garde de Fer (gardes du corps du Chef) et la Phalange féminine (ouvert aux femmes). 

## Années 1930

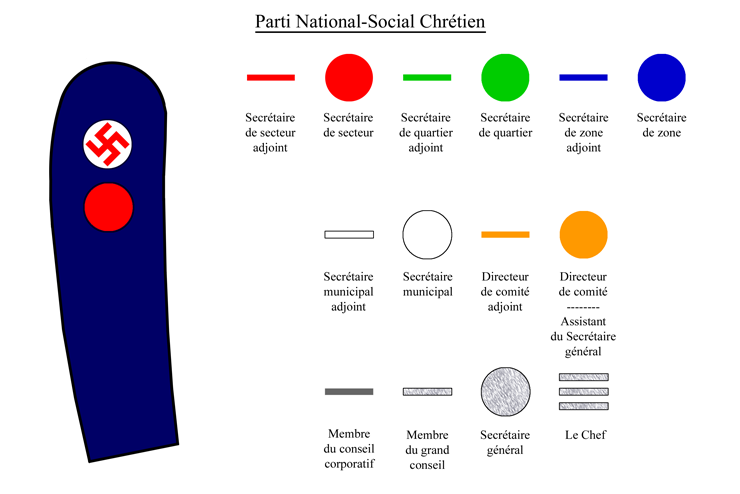
Insignes de grades du Parti national social chrétien basé sur leurs descriptions donnés dans la brochure Programme et règlements : le Parti national social chrétien du Canada (1935).

Le parti, inspiré par le Parti national-socialiste allemand, est fondé par Adrien Arcand en février 1934. En anglais, il est dénommé Christian National Socialist Party. Arcand est fasciste et antisémite. Admirateur d'Adolf Hitler, il se proclame le « Führer canadien »[réf. nécessaire].
En octobre 1934, le parti fusionne avec le Canadian Nationalist Party, un parti implanté dans la région des Prairies canadiennes. En 1937, le Canadian Union of Fascists (Ontario) s'affilie au PNSC. Au milieu des années 1930, le parti obtient quelques succès, avec quelques centaines de membres, la plupart se trouvant au Québec, en Colombie-Britannique et en Alberta. En juin 1938, le parti s'associe avec des clubs nazis et autres clubs racistes en Ontario et au Québec, certains d'entre eux étant connus sous le nom de clubs svastika, formant ainsi lors de la convention nationale de Kingston le National Unity Party. Le nouveau parti abandonne le swastika comme symbole au profit d'un flambeau. Arcand entreprend alors d'aller à Toronto, où son nouveau parti tient un rassemblement de 800 partisans au Massey Hall, bien que la Ligue canadienne pour la paix et la démocratie tienne une contre-manifestation rassemblant 10 000 personnes en même temps au Maple Leaf Gardens.
Lors d'une période de tension au Canada entre anglophones et francophones, Arcand essaye de créer un mouvement politique nationaliste à la fois francophone et anglophone, ce pourquoi il se fait le promoteur d'une citoyenneté canadienne pour remplacer le statut de sujet britannique de l'époque [réf. souhaitée] . 
Le groupe était connu familièrement sous le nom de « Chemises bleues », et se battait généralement contre les immigrés, les minorités canadiennes et les groupes de gauche. Le groupe était convaincu qu'il prendrait le pouvoir au Canada, mais le parti exagérait sa propre influence[réf. souhaitée] .

## Interdiction
Le 30 mai 1940, le parti est interdit car il tombe sous le coup des Règlements concernant la défense du Canada découlant de la Loi des mesures de guerre. Arcand et beaucoup de ses partisans sont arrêtés et incarcérés pendant toute la durée de la Seconde Guerre mondiale.

## Après la guerre
Arcand se présente à l'élection fédérale canadienne de 1949 dans la circonscription de Richelieu—Verchères en tant que candidat du National Unity Party. Il arrive second, recueillant 5 590 votes soit (29,1 % des voix). Lors de l'élection fédérale canadienne de 1953, alors candidat « Nationaliste », il arrive de nouveau second, avec 39 % des voix dans la circonscription électorale de Berthier—Maskinongé—de Lanaudière.
Le dernier acte public du parti fut un rassemblement le 14 novembre 1965 à l'Aréna Paul-Sauvé de Montréal, en présence de 850 partisans d'Arcand.